# 彭敬慈 (博士)
彭敬慈，MH（英語：Dr PANG King Chee），香港教育學院前副院長。彭敬慈畢業於加拿大麥基爾大學，並有香港大學博士銜。 曾任香港大學課程學系師範教育及生物教育學高級講師。在1994年5月加入香港教育學院。 彭博士在1997年就「九年強迫教育」曾經發表一份檢討報告。彭博士的專研範疇:「在職教育工作者的培訓」、「教師的入職培訓和專業發展」、「生物教學和課程發展」。2007年，彭博士開始基督教臻美黃乾亨小學暨初中學校擔任校長。

## 公職
1. 香港公民教育委員會主席 (2006年8月新任)
2. 香港優質教育基金傑出教師獎工作小組主席
3. 世界自然基金會香港分會教育委員會主席 []
4. 香港教育學院副校長  （页面存档备份，存于）
5. 香港行政長官卓越教學獎專責委員會委員  （页面存档备份，存于）
6. 香港行政長官卓越教學獎評審工作小組主席  （页面存档备份，存于）
7. 香港教育署課程發展處處長
8. 香港教育人員專業操守議會副主席
9. 香港教育委員會學校教育檢討小組主席

## 外部連結
- 雅虎香港新聞: 彭敬慈博士答應接任公民教育委員會主席
- KC Pang Consultants Limited （页面存档备份，存于）

| 前任： 香灼璣 | 公民教育委員會主席 2006年- 2009年3月 | 公民教育委員會主席 2006年- 2009年3月 | 繼任： 李宗德- |